# Tuchyňa
Tuchyňa este o comună slovacă, aflată în districtul Ilava din regiunea Trenčín, pe malul râului Tovarský potok⁠(d). Localitatea se află la altitudinea de 275 m deasupra n.m., se întinde pe o suprafață de 5,54 km2 și în 2017 număra 777 de locuitori.

## Istoric
Localitatea Tuchyňa este atestată documentar din 1243.

## Demografie
| An:                | 1994 | 2004   | 2014 | 2024    |
| ------------------ | ---- | ------ | ---- | ------- |
| Număr de persoane: | 742  | 779    | 779  | 866     |
| Diferență:         |      | +4,98% | +0%  | +11,16% |

| An:                | 2023 | 2024   |
| ------------------ | ---- | ------ |
| Număr de persoane: | 862  | 866    |
| Diferență:         |      | +0,46% |